# Janusz Kamiński
Janusz Zygmunt Kamiński (IPA: [ˌjanuʂ kaˈmiɲskʲi]) (Ziębice, 27 giugno 1959) è un direttore della fotografia polacco.

## Filmografia parziale

### Direttore della fotografia
- Schindler's List - La lista di Schindler (Schindler's List), regia di Steven Spielberg (1993)
- Le avventure di Huck Finn (The Adventures of Huck Finn), regia di Stephen Sommers (1993)
- Piccoli campioni (Little Giants), regia di Duwayne Dunham (1994)
- Pecos Bill - Una leggenda per amico (Tall Tale: The Unbelievable Adventures of Pecos Bill), regia di Jeremiah S. Chechik (1995)
- Gli anni dei ricordi (How to Make an American Quilt), regia di Jocelyn Moorhouse (1995)
- Jerry Maguire, regia di Cameron Crowe (1996)
- Il mondo perduto - Jurassic Park (The Lost World: Jurassic Park), regia di Steven Spielberg (1997)
- Amistad, regia di Steven Spielberg (1997)
- Salvate il soldato Ryan (Saving Private Ryan), regia di Steven Spielberg (1998)
- A.I. - Intelligenza artificiale (A.I. Artificial Intelligence), regia di Steven Spielberg (2001)
- Prova a prendermi (Catch Me If You Can), regia di Steven Spielberg (2002)
- Minority Report, regia di Steven Spielberg (2002)
- The Terminal, regia di Steven Spielberg (2004)
- La guerra dei mondi (War of the Worlds), regia di Steven Spielberg (2005)
- Munich, regia di Steven Spielberg (2005)
- Lo scafandro e la farfalla (Le scaphandre et le papillon), regia di Julian Schnabel (2007)
- Indiana Jones e il regno del teschio di cristallo (Indiana Jones and the Kingdom of the Crystal Skull), regia di Steven Spielberg (2008)
- Funny People, regia di Judd Apatow (2009)
- Le avventure di Tintin - Il segreto dell'Unicorno (The Adventures of Tintin: The Secret of the Unicorn), regia di Steven Spielberg (2011)
- War Horse, regia di Steven Spielberg (2011)
- Lincoln, regia di Steven Spielberg (2012)
- The Judge, regia di David Dobkin (2014)
- Il ponte delle spie (Bridge of Spies), regia di Steven Spielberg (2015)
- Il GGG - Il grande gigante gentile (The BFG), regia di Steven Spielberg (2016)
- The Post, regia di Steven Spielberg (2017)
- Ready Player One, regia di Steven Spielberg (2018)
- Il richiamo della foresta (The Call of the Wild), regia di Chris Sanders (2020)
- West Side Story, regia di Steven Spielberg (2021)
- The Fabelmans, regia di Steven Spielberg (2022)
- IF - Gli amici immaginari (IF), regia di John Krasinski (2024)

### Regista
- Lost Souls - La profezia (Lost Souls) (2000)
- Hania (2007)
- American Dream (2021)

## Riconoscimenti
- Premio Oscar
  - 1994 – Miglior fotografia per Schindler's List - La lista di Schindler
  - 1998 – Candidatura alla miglior fotografia per Amistad
  - 1999 – Miglior fotografia per Salvate il soldato Ryan
  - 2008 – Candidatura alla miglior fotografia per Lo scafandro e la farfalla
  - 2012 – Candidatura alla miglior fotografia per War Horse
  - 2013 – Candidatura alla miglior fotografia per Lincoln
  - 2022 – Candidatura alla miglior fotografia per West Side Story

- BAFTA
  - 1994 – Miglior fotografia per Schindler's List - La lista di Schindler
  - 1999 – Candidatura alla miglior fotografia per Salvate il soldato Ryan
  - 2012 – Candidatura alla miglior fotografia per War Horse
  - 2013 – Candidatura alla miglior fotografia per Lincoln
  - 2016 – Candidatura alla miglior fotografia per Il ponte delle spie

- Premio César
  - 2008 – Candidatura alla miglior fotografia per Lo scafandro e la farfalla

- Satellite Award
  - 1998 – Miglior fotografia per Amistad
  - 1999 – Candidatura alla miglior fotografia per Salvate il soldato Ryan
  - 2003 – Candidatura alla miglior fotografia per Minority Report
  - 2006 – Candidatura alla miglior fotografia per Munich
  - 2008 – Miglior fotografia per Lo scafandro e la farfalla
  - 2012 – Miglior fotografia per War Horse
  - 2013 – Candidatura alla miglior fotografia per Lincoln
  - 2016 – Candidatura alla miglior fotografia per Il ponte delle spie

- Independent Spirit Awards
  - 2008 – Miglior fotografia per Lo scafandro e la farfalla

- British Society of Cinematographers
  - 1994 – Miglior fotografia per Schindler's List - La lista di Schindler
  - 1999 - Candidatura alla miglior fotografia per Salvate il soldato Ryan
  - 2008 – Candidatura alla miglior fotografia per Lo scafandro e la farfalla
  - 2016 – Candidatura alla miglior fotografia per Il ponte delle spie